# 大原家主
大原 家主（おおはら の やかぬし、生没年不詳）は、奈良時代後期の貴族。姓は連。官位は従五位下・但馬員外介・主税頭。

## 経歴
称徳朝の天平宝字8年（764年）10月、藤原仲麻呂の乱後の論功で、弓削耳高・田部男足・秦智麻呂・内蔵若人・美努奥麻呂・秦伊波太気・津真麻呂・雀部兄子・丈部不破麻呂・建部人上・桑原足床らとともに正六位上から外従五位下に叙せられている。その後も称徳朝で順調に出世し、翌天平神護元年（765年）正月には外正五位下、同3年（767年）正月には従五位下に叙爵され、その間に但馬員外介に任命され、その後、主税頭を兼任している。
光仁朝における動静は伝わっていない。

## 官歴
『続日本紀』による。
- 時期不詳：正六位上
- 天平宝字8年（764年）10月7日：外従五位下
- 天平神護元年（765年）正月7日：外正五位下
- 天平神護2年（766年）3月26日：但馬員外介
- 天平神護3年（767年）正月18日：従五位下。7月3日：兼主税頭